# Michèle Sabban
Pour les articles homonymes, voir Sabban.
Michèle Sabban est une femme politique française née le 28 juin 1954 au Le Kef (Tunisie). Membre du Parti socialiste, elle est conseillère régionale d'Île-de-France entre 1998 et 2015.
Après avoir bénéficié de 2004 à 2014 d'un logement social dans la ville de Paris, provoquant une médiatisation importante, elle est condamnée en 2021 pour prise illégale d'intérêts. Cette condamnation est confirmée en appel en 2023.

## Biographie

### Vie personnelle
Michèle Sabban est née le 28 juin 1954 au Kef, en Tunisie. Fille d’un banquier, elle vient en France à l’adolescence. Elle est mariée et a trois enfants.

### Vie politique

#### Parti socialiste
Elle adhère au Parti socialiste (PS) en 1981, dont elle membre du congrès national depuis 1983. Elle y est également secrétaire nationale chargée des droits des femmes de novembre 1997 à 2003. Elle est première secrétaire de la fédération du PS du Val-de-Marne de 1997 à 2008. Elle est vice-présidente de l'Internationale socialiste des femmes Méditerranée Nord et Sud en 2003.

#### Conseillère technique
Elle est conseillère technique au ministère de l'Économie et des Finances (auprès de Dominique Strauss-Kahn puis de Laurent Fabius), chargée de la promotion des femmes de 1997 à 2002.

#### Mandats politiques
Élue conseillère régionale en 1998, elle est vice-présidente du conseil régional d'Île-de-France, chargée de l'Administration générale et du Personnel. Elle est présidente de l'Assemblée des régions d'Europe (élue en novembre 2008, réélue en novembre 2010 jusqu'en mai 2013). Elle prend alors la présidence du programme d'échanges interrégionaux de stagiaires européens Eurodyssée, programme de l'Assemblée des régions d'Europe. Elle est présidente du R20 depuis 2011, organisation fondée par Arnold Schwarzenegger en 2010 et qui vise à promouvoir et financer des projets de développement durable menés par des entités régionales ou des États fédérés.
Elle est battue comme tête de liste aux élections municipales de 2008 à Boissy-Saint-Léger (26,22 % au premier tour), devancée par une liste DVG qui l'emporte au second tour face au maire sortant UMP.
En 2011, elle est membre de l'équipe de campagne de Manuel Valls dans le cadre de la primaire du Parti socialiste en vue de l'élection présidentielle de 2012. Proche de Dominique Strauss-Kahn, elle le soutient dans son projet de candidature à la primaire, jusqu'à l'affaire d'agression sexuelle qui met un terme à cette ambition ; elle prend néanmoins sa défense dans les médias.

## Affaire du logement social et condamnation
En juin 2014, l'information qu'elle bénéficie depuis dix ans d'un logement social de la ville de Paris (contre un loyer de 1 218 euros pour 70 m2 alors que ses revenus mensuels s'élèvent à 4 000 euros) provoque commentaires médiatiques et politiques,,. Elle renonce à ce logement quelques jours après, présente ses excuses et démissionne de sa fonction de vice-présidente du conseil régional d'Île-de-France,. Contrairement à ce qu'elle avait annoncé, le magazine Marianne révèle en 2016 qu'elle occupe toujours ce logement.
Reconnue coupable de prise illégale d'intérêts (entre 2004 et 2014) en première instance lors du mois d'avril 2021, Michèle Sabban est condamnée à 100 000 euros d'amende et trois ans d'inéligibilité. Le 7 février 2023, la cour d'appel confirme sa condamnation à un an de prison avec sursis mais réduit son amende est réduite à 70 000 euros.